# Círculos de Villarceau

Toro con los dos grupos de círculos de Villarceau

Animación de la generación de círculos de Villarceau

En Geometría, los círculos de Villarceau son un par de círculos generados en un toro al cortar de forma oblicua con un plano que pasa por su centro. Reciben el nombre del astrónomo y matemático francés Yvon Villarceau.(1813–1883). Dado un punto arbitrario sobre el toro, es posible trazar cuatro círculos que pasan por él. En un toro la existencia de dos primeros grupos de círculos es clara: 1) un grupo (meridional) se puede crear rotando un círculo coplanario con el eje del toro girándolo alrededor de este 2) el segundo grupo (paralelo) se puede crear cortando el toro con planos perpendiculares a dicho eje. Los círculos de Villarceau forman otro par de grupos de círculos menos evidentes. Estos círculos se pueden generar por parejas cortando mediante planos que son doblemente tangentes al toro (véase la imagen). Mannheim (1903) demostró que los círculos de Villarceau cortan a todas las secciones circulares del toro con el mismo ángulo.

## Descripción del toro
Un toro puede representarse mediante la introducción de unas coordenadas adecuadas, de manera que el eje de rotación sea el eje z y el punto medio sea el origen. Supongamos un círculo meridiano de radio  r en el plano xz y centrado en (R, 0, 0)
{\displaystyle 0=(x-R)^{2}+z^{2}-r^{2}\,\!}
El movimiento de rotación consiste en reemplazar x por (x2 + y2)1/2, lo que, eliminando las raíces, conduce a ecuación cuártica.
{\displaystyle (x^{2}+y^{2}+z^{2}+R^{2}-r^{2})^{2}-4R^{2}(x^{2}+y^{2})=0}
que describe finalmente al toro.

## Planos doblemente tangentes
El plano {\displaystyle \varepsilon }, que contiene al eje x y es tangente Meridiane in der y-z-Ebene berührt (véase la imagen), es tangente (por razones de simetría) 
Puesto que {\displaystyle \varepsilon } es tangente al toro en dos puntos, al plano {\displaystyle \varepsilon } se le denomina plano doblemente tangente. El ángulo {\displaystyle \alpha } de inclinación de dicho plano cumple que {\displaystyle \sin \alpha =r/R}. Si se rota el plano {\displaystyle \varepsilon } alrededor del eje z, se crea así la totalidad de los círculos de ambos grupos.

## Generación de los círculos de Villarceau
Proposición
El corte del plano {\displaystyle \varepsilon } con el toro consiste en dos círculos de puntos medios {\displaystyle M_{1}=(r,0,0),\;M_{2}=(-r,0,0)} y de radio {\displaystyle R}.

## Demostración
Para la demostración, se gira el sistema de referencia alrededor del eje x un ángulo {\displaystyle \alpha } fijando la nueva tercera coordenada {\displaystyle \zeta } como cero.
Rotación {\displaystyle :\;x=\xi ,\;y=\eta \cos \alpha +\zeta \sin \alpha ,\;z=-\eta \sin \alpha +\zeta \cos \alpha } y {\displaystyle \zeta =0} conduce a

{\displaystyle y=\eta {\sqrt {R^{2}-r^{2}}}/R,\;z=-\eta r/R}.
Sustituyendo en la ecuación del toro, resulta la ecuación de la curva de corte:
{\displaystyle (\xi ^{2}+\eta ^{2}+R^{2}-r^{2})^{2}-4R^{2}(\xi ^{2}+\eta ^{2})+4r^{2}\eta ^{2}=0\;.}
Eliminando los paréntesis y comparando el resultado con
- {\displaystyle ((\xi -r)^{2}+\eta ^{2}-R^{2})\cdot ((\xi +r)^{2}+\eta ^{2}-R^{2})=0},

se descubre que ambas ecuaciones describen la misma curva, esto es, el corte consiste en círculos de ecuaciones
{\displaystyle (\xi -r)^{2}+\eta ^{2}=R^{2}} y {\displaystyle (\xi +r)^{2}+\eta ^{2}=R^{2}}.

## Representación paramétrica de los círculos de Villarceau

Toro: Círculos de Villarceau
Para la figura inferior la proyección es ortogonal al plano de sección. Se aprecian así las formas de círculo.

Dado el vector de posición {\displaystyle (\pm r,0,0)^{T}} del punto medio y la base ortonormal {\displaystyle (1,0,0)^{T},(0,\cos \alpha ,\sin \alpha )^{T}} del plano de corte {\displaystyle \varepsilon }, los círculos de corte se pueden parametrizar como  (ver elipse). 
{\displaystyle {\vec {x}}_{\pm }(\varphi )={\begin{pmatrix}\pm r\\0\\0\end{pmatrix}}+R{\begin{pmatrix}1\\0\\0\end{pmatrix}}\cos \varphi +R{\begin{pmatrix}0\\-\cos \alpha \\\sin \alpha \end{pmatrix}}\sin \varphi ,\quad 0\leq \varphi <2\pi ,}
La ecuación del plano de corte es{\displaystyle :\ y\sin \alpha +z\cos \alpha =0} o, puesto que {\displaystyle \sin \alpha =r/R\;:} {\displaystyle \ yr+z{\sqrt {R^{2}-r^{2}}}=0}
Una pareja arbitraria de círculos de Villarceau se consigue rotando el círculo anterior alrededor del eje z un ángulo {\displaystyle \sigma ,0\leq \sigma <2\pi }:
- {\displaystyle {\vec {x}}_{\pm }(\sigma ,\varphi )={\begin{pmatrix}\pm r\cos \sigma \\\pm r\sin \sigma \\0\end{pmatrix}}+R{\begin{pmatrix}\cos \sigma \\\sin \sigma \\0\end{pmatrix}}\cos \varphi +R{\begin{pmatrix}\cos \alpha \sin \sigma \\-\cos \alpha \cos \sigma \\\sin \alpha \end{pmatrix}}\sin \varphi ,\quad 0\leq \varphi <2\pi ,}

{\displaystyle ={\begin{pmatrix}\pm r\cos \sigma \\\pm r\sin \sigma \\0\end{pmatrix}}+R{\begin{pmatrix}\cos \sigma \\\sin \sigma \\0\end{pmatrix}}\cos \varphi +{\begin{pmatrix}{\sqrt {R^{2}-r^{2}}}\;\sin \sigma \\-{\sqrt {R^{2}-r^{2}}}\;\cos \sigma \\r\end{pmatrix}}\sin \varphi ,\quad 0\leq \varphi <2\pi ,}
El plano de corte tiene por ecuación {\displaystyle :\;-xr\sin \sigma +yr\cos \sigma +z{\sqrt {R^{2}-r^{2}}}=0\;.}

Círculos de Villarceau (magenta, verde) que pasan por un punto determinado (rojo). Por cada punto pasan cuatro círculos en total.

## Determinación de los círculos de Villarceau que pasan por un punto del toro
Sea {\displaystyle P_{0}=(x_{0},y_{0},z_{0})} un punto determinado del toro, para buscar los dos círculso de Villarceau que pasan por {\displaystyle P_{0}}, se debe determinar el plano de corte del grupo mencionado que contiene a {\displaystyle P_{0}}, esto es, se debe determinar el valor de {\displaystyle \sigma } tal que
{\displaystyle -x_{0}r\sin \sigma +y_{0}r\cos \sigma +z_{0}{\sqrt {R^{2}-r^{2}}}=0\;.}
Mediante la substitución {\displaystyle {\color {red}u}=\cos \sigma ,\;{\color {red}v}=\sin \sigma } este problema se transforma en el plano {\displaystyle {\color {red}u}}-{\displaystyle {\color {red}v}}  en el problema de corte de la recta {\displaystyle y_{0}r{\color {red}u}-x_{0}r{\color {red}v}+z_{0}{\sqrt {R^{2}-r^{2}}}=0} con el círculo unidad 
{\displaystyle {\color {red}u}^{2}+{\color {red}v}^{2}=1} 
(véase intersección de una recta con un círculo). En general se obtienen así dos planos y en total cuatro círculos de Villarceau, de los cuales sólo dos contienen al punto {\displaystyle P_{0}}.

## Espacio lleno
El toro juega un papel esencial en la Fibración de Hopf de la 3-esfera, S3, sobre la esfera ordinaria, S2, la cual contiene círculos, S1, tales como fibras. Cuando la 3-sphere se mapea al espacio euclídeo 3D por Proyección estereográfica, la imagen inversa de un círculo de latitud en S2 bajo el mapa de fibras es un toro, y las fibras en sí son círculos de Villarceau. Banchoff (1990) exploró tal toro con CGI . Uno de los hechos inusuales sobre los círculos es que cada uno enlaza a todos los demás, no sólo en su propio toro, sino en la colección que rellena todo el espacio; Berger (1987) tiene una discusión con dibujos al respecto.